# Wejherowo
Wejherowo (česky zastarale Vejrovo, německy Neustadt in Westpreußen) je město v Polsku v Pomořském vojvodství v okrese Wejherowo ve stejnojmenné městské gmině. Leží v historickém území Kašubska. V roce 2023 zde žilo 46 271 obyvatel.

## Osobnosti
- Paul Nipkow (1860–1940), německý inženýr polského původu
- Dorota Masłowska (* 1983), polská spisovatelka

## Partnerská města
- Rouen, Francie
- Švenčionys, Litva
- Tyresö, Švédsko

Spřízněnými městy Wejherowa jsou ukrajinský Ivano-Frankivsk, český Trutnov a polské Chełmno. Přidruženými městy jsou sousední Reda a Rumia.